# Мукш
Мукш (пол. Mukrz) — село в Польщі, у гміні Льняно Свецького повіту Куявсько-Поморського воєводства.
Населення — 139 осіб (2011).
У 1975-1998 роках село належало до Бидгощського воєводства.

## Демографія
Демографічна структура станом на 31 березня 2011 року:
|          | Загалом | Допрацездатний вік | Працездатний вік | Постпрацездатний вік |
| -------- | ------- | ------------------ | ---------------- | -------------------- |
| Чоловіки | 68      | 14                 | 41               | 13                   |
| Жінки    | 71      | 15                 | 43               | 13                   |
| Разом    | 139     | 29                 | 84               | 26                   |